# Spio armata
Spio armata är en ringmaskart som först beskrevs av Thulin 1957.  Spio armata ingår i släktet Spio och familjen Spionidae. Arten är reproducerande i Sverige. Inga underarter finns listade i Catalogue of Life.